# Estadio Mong Kok
El Mong Kok Stadium es un estadio multiusos ubicado en el distrito de Kowloon en Hong Kong. El estadio fue inaugurado en 1961 como Army Sports Ground, nombre que llevó hasta 1973 cuando fue rebautizado por su nombre actual. El estadio es administrado por el Departamento de Ocio y Asuntos Culturales (Leisure and Cultural Services Department), y tiene como principales usuarios a los clubes de fútbol Kitchee y Sun Pegasus que actúan en la Liga Premier de Hong Kong.
Entre 2009 y 2011 el estadio fue sometido a una completa renovación de sus instalaciones, que incluyeron la construcción de nuevas tribunas, adición de un techo, mejora de la iluminación, salas de prensa, sala antidopaje, tablero marcador con tecnología LED y circuito cerrado de televisión, entre otras mejoras. La ceremonia de reapertura del estadio Mong Kok tuvo lugar el día 15 de noviembre de 2011, en la cual se disputó un partido amistoso entre la Selección Nacional Juvenil de Hong Kong y el Seleccionado Juvenil de Rusia. A la ceremonia asistió como máxima autoridad el Secretario del Interior del país, el Sr. Tsang Tak-sing.
Al estadio se accede fácilmente a través del Metro de Hong Kong (estación Príncipe Edward).

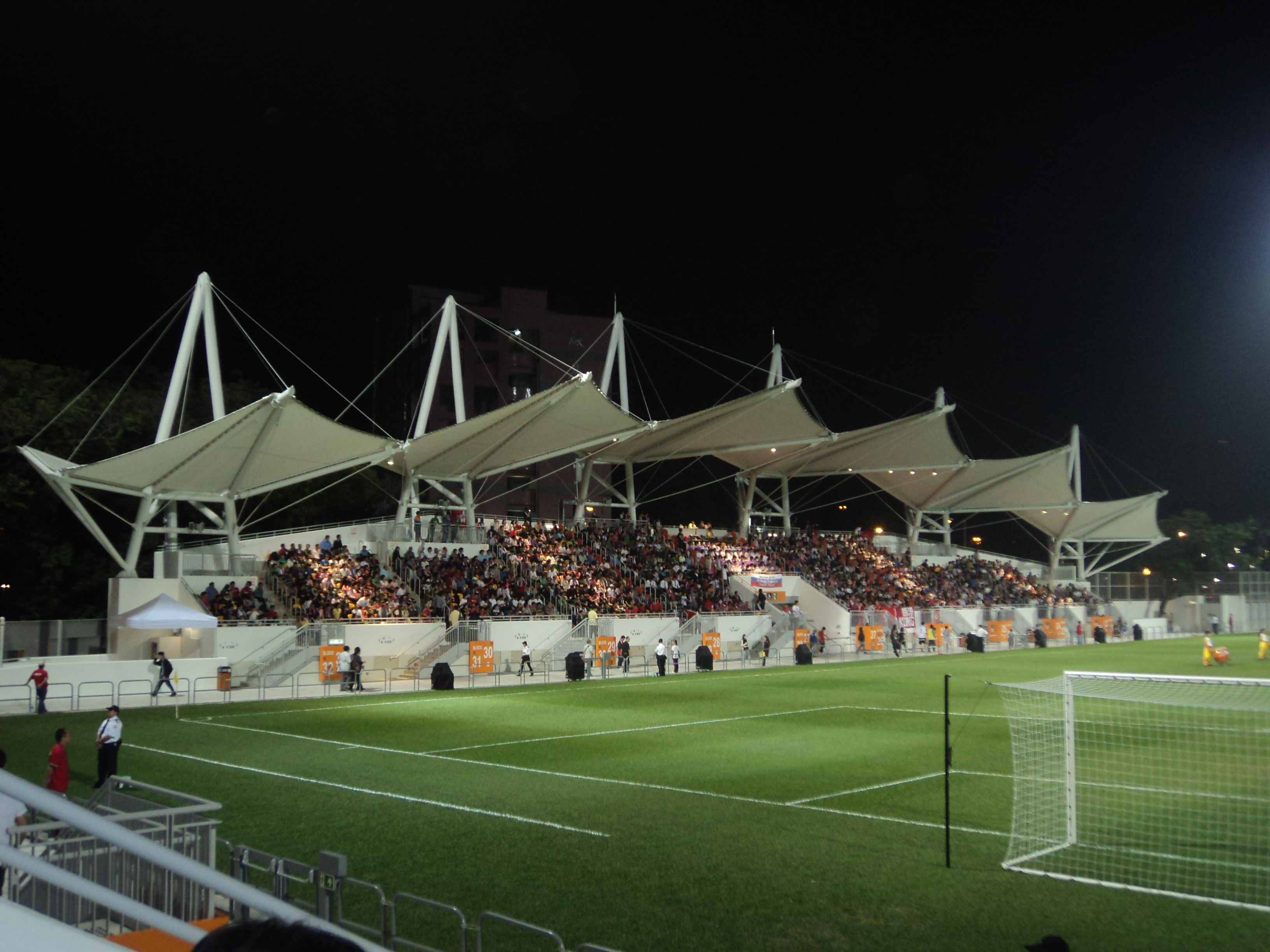
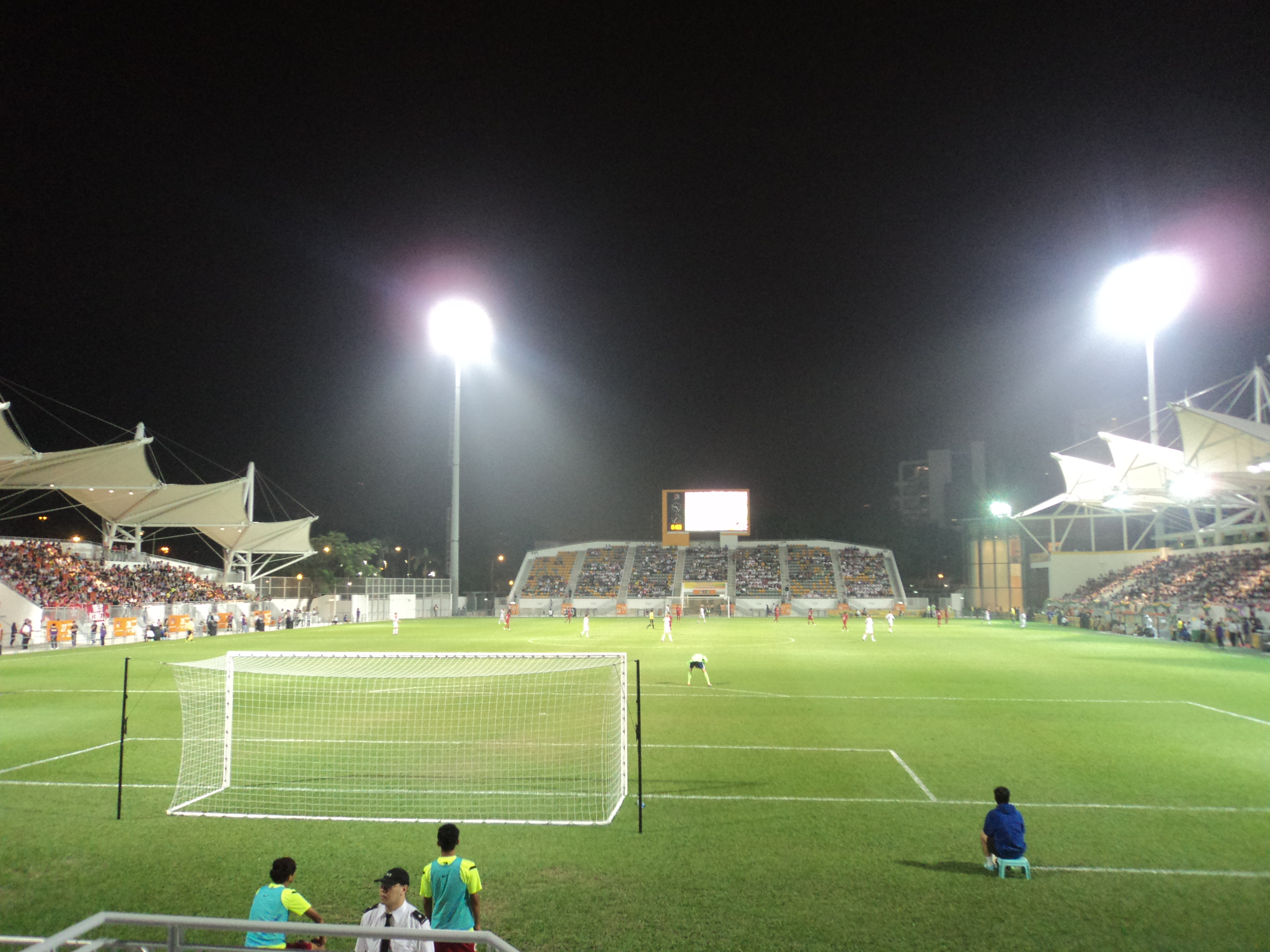
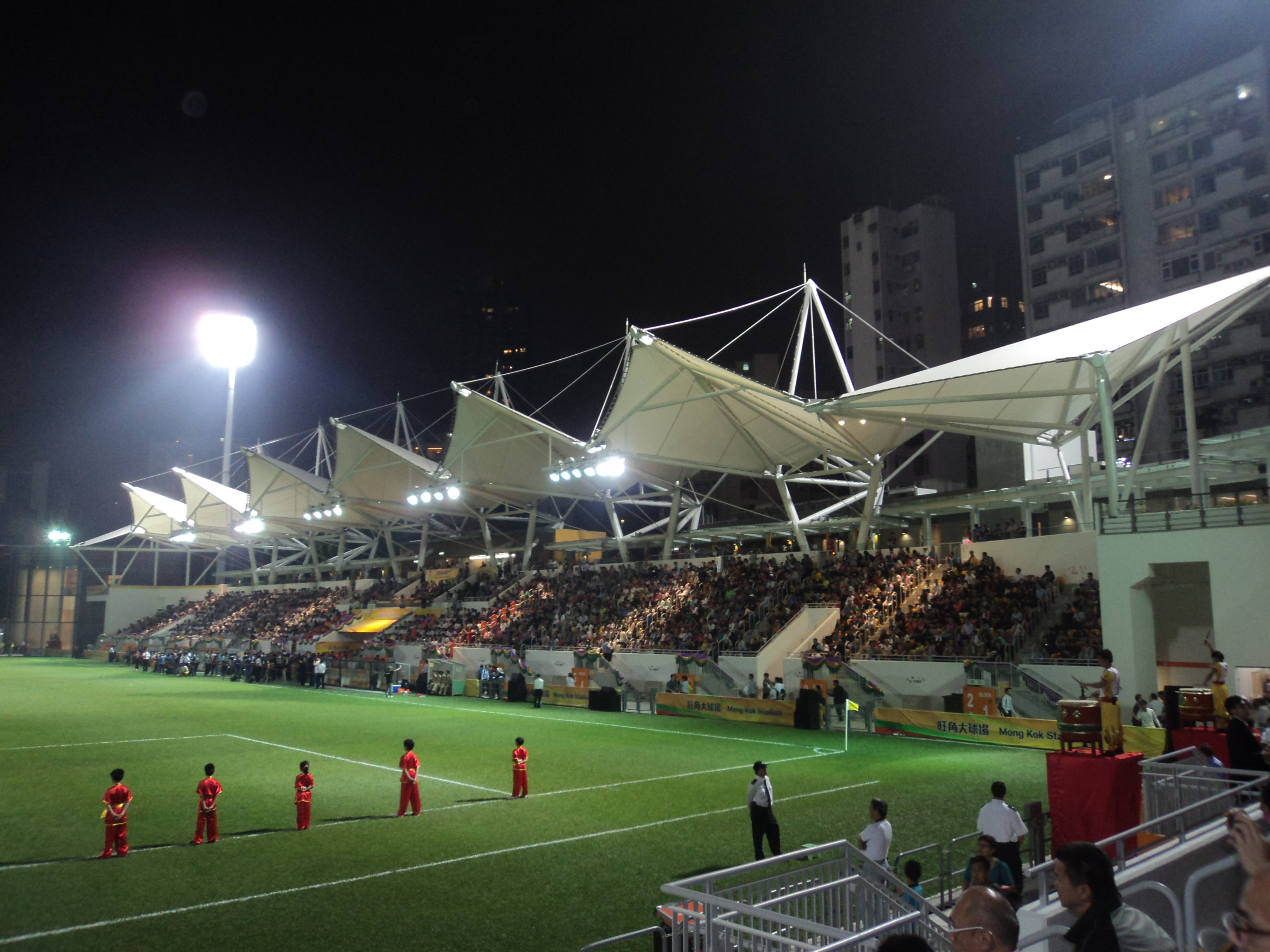